# Кубок світу з біатлону 2007—2008, змішана естафета
Окремий залік змішаних естафет у рамках Кубка світу з біатлону 2007—2008 не складався, хоча в рамках сезону було проведено дві гоноки, перша з яких відбулася 12 лютого 2008 в Естерсунді на чеміпіонаті світу, а друга і остання пройшла 2 березня 2008 в Пхьончхані. Причому гонка яка відбулася на корейському етапі була другою в історію, що проводилася в рамках кубків світу після п'ятирічної паузи.

## Формат
У змішаній естафеті від кожної команди беруть участь чотири біатлоністи: дві жінки й два чоловіки. Жінки змагаються на перших двох етапах, чоловіки — на останніх двох. Жіночі етапи коротші, по 6 км, тоді як чоловічі довші — 7,5 км. На кожному етапі спортсмени долають три кола й виконують дві стрільби: з положення лежачи й положення стоячи. На кожній стрільбі їм потрібно влучити в 5 мішеней. Для цього вони мають 8 патронів, 5 з яких заряджено в магазин. Додаткові патрони, в разі потреби, біатлоністи повинні заряжати в рушницю вручну по одному. За нерозбиті мішені спортсмен штрафується пробіганням додаткового кола довжиною 150 м. Перший етап починається із загального старту, першу стрільбу представники команд повинні виконувати на установках, визначених їхніми стартовими номерами, на всіх решту стрільбах біатлоністи займають установки відповідно до прибуття.

## Переможці та призери етапів
| Гонка:                                                          | Золото:                                                                     | Час                                                       | Срібло:                                                                  | Час                                                     | Бронза:                                                                  | Час                                                       |
| Пьонянг Протокол [Архівовано 10 червня 2015 у Wayback Machine.] | Норвегія Тура Бергер Сольвей Рьогштад Ганс Мартін Єдрем Александер Ус       | 1:13:39.3 (0+1) (0+0) (0+0) (0+0) (2+3) (0+1) (0+0) (0+2) | Італія Мікела Понца Катя Галлер Рене Лоран Вільєрмоз Крістіан Де Лоренці | 1:13:43.4 (0+1 (0+0) (0+1 (0+1) (0+1) (0+2) (0+3) (0+1) | Франція Жулі Карра-Коллен Полін Макабі Сімон Фуркад Алексі Беф           | 1:13:43.5 (0+1) (0+1) (0+1) (0+2) (0+1) (0+1) (0+0) (0+1) |
| Чемпіонат світу 2008                                            | Німеччина Сабріна Бухгольц Маґдалена Нойнер Андреас Бірнбахер Міхаель Грайс | 1:12:20.5                                                 | Білорусь Людмила Калінчик Дарія Домрачова Рустам Валіулін Сергій Новіков | 1:13:13.1                                               | Росія Світлана Слєпцова Оксана Неупокоєва Микола Круглов Дмитро Ярошенко | 1:13:23.4                                                 |